# Albi di Dylan Dog (2023)
Albi del fumetto Dylan Dog pubblicati nel 2023.
| Nr.     | Titolo                      | Mese di pubblicazione | Soggetto                                         | Sceneggiatura                   | Disegni                                            | Copertina               |
| ------- | --------------------------- | --------------------- | ------------------------------------------------ | ------------------------------- | -------------------------------------------------- | ----------------------- |
| 437     | ...ma con un lamento        | gennaio               | Claudio Lanzoni                                  | Barbara Baraldi                 | Sergio Gerasi                                      | Gianluca e Raul Cestaro |
| 438     | La città senza nome         | febbraio              | Gabriella Contu                                  | Gabriella Contu                 | Giorgio Santucci                                   | Gianluca e Raul Cestaro |
| 439     | L'invasione silenziosa      | marzo                 | Barbara Baraldi                                  | Barbara Baraldi                 | Davide Furnò                                       | Gianluca e Raul Cestaro |
| 440     | E poi non rimase nessuno    | aprile                | Luca Vanzella                                    | Luca Vanzella                   | Giorgio Pontrelli                                  | Gianluca e Raul Cestaro |
| 441     | La congiura dei colpevoli   | maggio                | Luigi Mignacco                                   | Luigi Mignacco                  | Fernando Caretta                                   | Gianluca e Raul Cestaro |
| 442     | Frammenti                   | giugno                | Paola Barbato                                    | Paola Barbato                   | Luigi Piccatto, Renato Riccio e Matteo Santaniello | Gianluca e Raul Cestaro |
| 442 bis | L'isola dai due soli        | luglio                | Davide La Rosa                                   | Davide La Rosa                  | Franco Saudelli                                    | Gianluca e Raul Cestaro |
| 443     | Gli indifferenti            | luglio                | Rita Porretto & Silvia Mericone                  | Rita Porretto & Silvia Mericone | Paolo Armitano                                     | Gianluca e Raul Cestaro |
| 444     | Morte in sedici noni        | agosto                | Roberto Recchioni                                | Roberto Recchioni               | Corrado Roi                                        | Gianluca e Raul Cestaro |
| 445     | Xenon!                      | settembre             | Roberto Recchioni                                | Roberto Recchioni               | Corrado Roi                                        | Gianluca e Raul Cestaro |
| 446     | L'altro lato dello specchio | ottobre               | Barbara Baraldi                                  | Barbara Baraldi                 | Davide Furnò, Nicola Mari, Marco Nizzoli           | Gianluca e Raul Cestaro |
| 447     | Hazel la morta              | novembre              | Barbara Baraldi, Rita Porretto & Silvia Mericone | Rita Porretto & Silvia Mericone | Antonio Marinetti                                  | Gianluca e Raul Cestaro |
| 448     | Anatomia dell'anima         | dicembre              | Alessandro Russo                                 | Alessandro Russo                | Sergio Gerasi                                      | Gianluca e Raul Cestaro |

## ...ma con un lamento
Le creature d'ombra continuano a farsi largo, inarrestabili, e il mondo dell'Investigatore dell'Incubo finisce per essere travolto dal più completo disordine. Si prepara, nel mentre, un faccia a faccia con il misterioso individuo dal volto scheletrico, che riuscirà ad uccidere anche l'ispettore Carpenter, prima di venire neutralizzato da Dylan Dog. Nel frattempo, alcuni dettagli della sua vita continuano a cambiare, senza che ne lui, ne chi lo circorda ne abbia memoria.
- Terza parte di una storia suddivisa in tre parti.

## La città senza nome
Dylan Dog, appiedato a seguito di un incidente avvenuto in aperta campagna, si avventura in un bosco per poi ritrovarsi in quella che sembra essere una città abbandonata. Nel mezzo della città sorge quella che sembra essere la classica torre di raffreddamento di una centrale atomica. L'indagatore dell'incubo farà la conoscenza dei pochi abitanti rimasti, ultimi custodi rimasti della città, che hanno la particolarità di essere tutti affetti da cecità.

## L'invasione silenziosa
Wayne è un mitomane che chiama in continuazione la trasmissione radiofonica in cui lavora una DJ nuova fiamma di Dylan Dog. L'uomo sostiene di essere l’unico ad accorgersi che alcune persone sono in realtà creature mostruose che vivono tra noi. L'indagatore dell'incubo decide quindi di indagare su di lui, fino a quando l'uomo non decide di recarsi alla stazione radiofonica, prendendo in ostaggio chi ci lavora dentro e lo stesso Dylan recatosi a trovare la ragazza.

## E poi non rimase nessuno
Come di consueto, alcune persone ricevono un invito per una cena presso la villa di Sorrow Manor, un isolotto accessibile solo in caso di bassa marea tramite un mezzo speciale, in cui regolarmente si ritrovano assieme alla padrona di casa. Questa volta ad aspettarli è però presente Dylan Dog, in quanto la donna nel frattempo è deceduta, ma il suo fantasma l'ha contattatto, convinta di essere stata assassinata proprio da uno degli invitati. Il compito dell'indagatore dell'incubo sarà quindi quello di scoprire, durante la serata, chi è il colpevole del crimine.

## La congiura dei colpevoli
Mentre è in viaggio col suo Maggiolino, Dylan esce fuori strada, finendo ricoverato all’ospedale di Nowher, un paesino sperduto nelle campagne londinesi. Nella stanza a fianco un uomo di nome Harry Trouble sta per morire. Quando l'indagatore dell'incubo si reca nella cripta in cui dovrebbe essere stato posizionato il cadavere, scopre che il corpo non c'è più, trovando successivamente Trouble ancora vivo e vegeto. L'uomo, come niente fosse, si reca verso casa, deciso a ritrovare sua moglie, senza sapere che proprio lei ha complottato per la sua morte.

## Frammenti
Dylan Dog ritorna, temporaneamente, assunto da Scotland Yard per potersi occupare del caso di un serial killer i cui omicidi hanno come unico elemento comune l'empatia che l'assassino prova verso la vittima dopo averla uccisa. L'indagatore dell'incubo si ritrova a collaborare a questo caso assieme ad Angelique, una sua vecchia conoscenza, e a Rimbaud, un paziente dell'istituto psichiatrico in cui lei stessa era stata rinchiusa. All'interno dell'uomo convivono cinque diverse personalità, ognuna con una competenza specifica, utile nella risoluzione del caso.

## L'isola dai due soli
Un amico di Dylan Dog chiede il suo aiuto per ricercare un uomo disperso durante una battuta di pesca. Durante le ricerche, a seguito di un naufragio, l'indagatore dell'incubo naufraga su un'isola deserta dalla quale sono visibili due soli cielo. Mentre l'isola sembra avere effetti nocivi sulla sua salute, Dylan scoprirà la presenza di una villa, al cui interno è presente un enorme generatore, in cui sembra che un dramma familiare accaduto ai proprietari, si ripeta all'infinito.

## Gli indifferenti
Dylan Dog riceve uno strano biglietto da una persona mentre si trova nella metropolitana di Londra. Il biglietto contiene una richiesta di aiuto che lo porta ad indagare sulle numerose persone che ogni anno spariscono proprio tra i dedali della metropolitana. Finirà egli stesso inghiottito in questo labirinto, cercando di convincere i passeggeri spariti a lottare per trovare una via d'uscita.

## Morte in sedici noni
Dylan Dog viene assunto da Mina affinché ritrovi il marito scomparso della donna. L'uomo, un restauratore, stava lavorando su un dipinto posseduto da Lucille e Joe Bargel, venendo completamente assorbito dal lavoro. L'indagatore si reca da Lucille, che, dopo averlo informato che i due uomini sono fuggiti assieme dopo essersi innamorati, lo porta nella stanza in cui è presente l'opera, rimanendone anche lui sconvolto e affascinato. Dylan informa quindi Mina sulla fuga del marito, così la donna decide di recarsi da Lucille a chiedere spiegazioni, rimanendo poi a vivere con lei.
- Prima parte di una storia suddivisa in due parti.

## Xenon!
Lucille, dopo aver portato Dylan Dog sul suo pianeta Xenon, gli svela la sua vera identità, mettendolo di fronte ad una scelta impossibile. L'indagatore dell'incubo ha una settimana di tempo per decidere chi sacrificare a Lucille, altrimenti sarà lei a scegliere la sua prossima vittima. Arrivato allo scadere del tempo, Dylan decide di sacrificare se stesso, cercando di fermare Lucille con un ultimo disperato tentativo.
- Seconda parte di una storia suddivisa in due parti.

## L'altro lato dello specchio
Dylan Dog riceve un invito anonimo per recarsi nella villa del magnate Jeffery Scott in cui si è riunito un gruppo di intellettuali con il compito di addestrare una intelligenza artificiale che gestisce in completa autonomia la casa stessa. L'edificio è infatti diventato un organismo senziente che, anche grazie ad uno specchio con cui l'indagatore dell'incubo ha già avuto a che fare in passato, porta Dylan ad indagare su un fatto avvenuto al suo interno.

## Hazel la morta
Dopo aver salvato una ragazza, Sarah, da un incidente stradale, Dylan Dog scopre che la stessa, dopo aver ricevuto una telefonata che le rivela che morirà entro cinque giorni, è accerchiata da strani fenomeni che accadono attorno a lei. Nel frattempo altre persone che hanno ricevuto la stessa telefonata sono colpite da morti cruenti. Dylan inizia quindi le sue indagini, scoprendo che il tutto ha inizio da una filastrocca che, se recitata, sembra abbia il potere di evocare Hazel, un'entità con sete di sangue.

## Anatomia dell'anima
Lila assume Dylan Dog per indagare su una sua amica. La ragazza sostiene infatti che l'amica, dopo essere sparita per qualche settimana, non sia più lei. Nel frattempo un sicario con impermeabile miete vittime per le strade di Londra. L'indagatore dell'incubo cerca informazioni nel posto in cui le due ragazze lavorano e nel frattempo si assicura di proteggere Lila stessa, spaventanta dal poter fare la stessa fine dell'amica.